# 曲镭
曲镭（1922年12月26日—2006年8月15日），曾任河北省老年医学研究所所长、河北省人民医院康复中心名誉主任、中国康复医学会副会长。

## 生平
1922年12月26日生于辽宁省盖州市，1943年毕业于新京医科大学， 1949年后历任张家口医学院附属医院内科副主任、副主任医师、教研组长。1975年后历任河北省人民医院主任医师、教授、老年病研究室康复中心主任。 2006年8月15日病逝于石家庄。

## 成就
“1975年以来，在全国率先开展了动态心电图、急性心肌梗塞康复、老年人体力测定和老年病康复”研究。参与编写《中国大百科全书》、《中国康复医学》、《心脏病学》、《中国医学百科全书康复分卷》、中国第一部康复医学专著《康复医学》，组织并参与编写世界卫生组织的《残疾人康复手册》等。1997年被评选为全国优秀科技工作者。 被认为是中国“现代康复医学事业的主要奠基人之一”。